# Macchi M.18

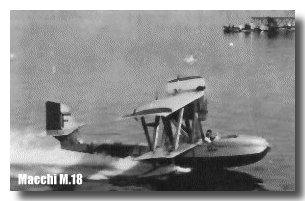

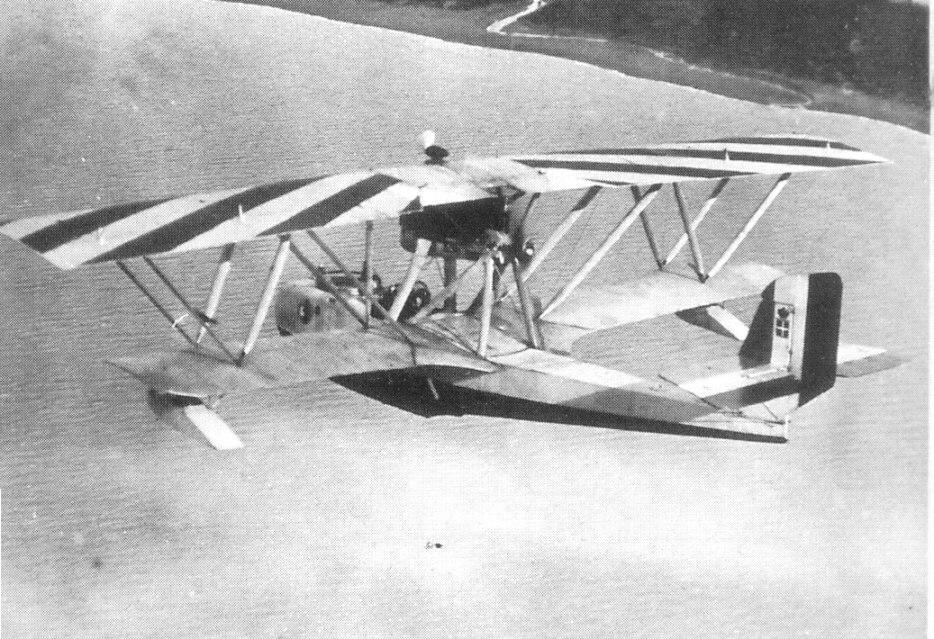

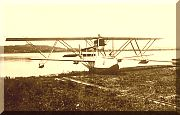

Macchi M.18 là một loại tàu bay chế tạo ở Ý vào đầu thập niên 1920.

## Quốc gia sử dụng
Ecuador
- Không quân Ecuador

 Italy
- Hải quân Ý

 Paraguay
- Hải quân Paraguay

 Portugal
- Hải quân Bồ Đào Nha

 Cộng hòa Tây Ban Nha
- Không quân Cộng hòa Tây Ban Nha
- Hải quân Cộng hòa Tây Ban Nha

 Tây Ban Nha
- Không quân Tây Ban Nha
- Hải quân Tây Ban Nha

## Tính năng kỹ chiến thuật (M.18 AR)
Dữ liệu lấy từ World Aircraft Information Files File 901 Sheet 02
Đặc điểm tổng quát
- Kíp lái: 3
- Chiều dài: 9.75 m (32 ft 0 in)
- Sải cánh: 15.80 m (51 ft 10 in)
- Chiều cao: 3.25 m (10 ft 8 in)
- Diện tích cánh: 45.0 m2 (484 ft2)
- Trọng lượng rỗng: 1.275 kg (2.811 lb)
- Trọng lượng có tải: 1.785 kg (3.935 lb)
- Powerplant: 1 × Isotta-Fraschini Asso, 186 kW (250 hp)

Hiệu suất bay
- Vận tốc cực đại: 187 km/h (116 mph)
- Tầm bay: 1.000 km (621 dặm)
- Trần bay: 5.500 m (18.000 ft)

Vũ khí trang bị
- 1 × Súng máy Vickers 7,7 mm (.303 in)
- 4 × quả bom